# SxS Memory Card

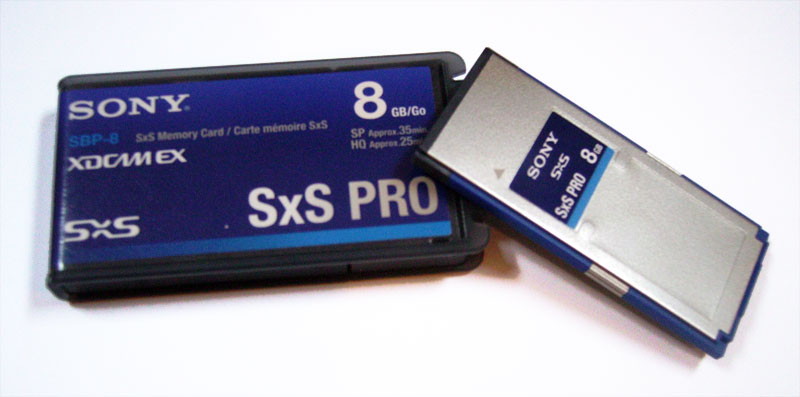
8-ГБ SxS card

SxS Memory Card (SxS произносится как S-by-S) — спецификация карт флеш-памяти, разработанная компаниями SanDisk и Sony в 2007 году для профессиональных видеокамер. Также используется в цифровых кинокамерах. Совместима с промышленным стандартом ExpressCard.
Некоторые устройства способные работать с SxS: видеокамера PMW-EX1, дека PMW-EX30, кардридер SBAC-US10 SxS.
Для функционирования в PC необходимы ExpressCard-слот и драйвер ОС.

## Преимущества
Скорость. SxS карты подключаются к шине PCI Express, что обеспечивает высокую скорость передачи данных (базовая скорость — 800 Мбит/s, в пике — 2,5 Гбит/с).
Компактность. За основу был взят модуль ExpressCard/34 (ширина: 34 мм, высота: 5 мм, длина: 75 мм). Это позволяет облегчить и уменьшить в размерах камкордеры. Установка в камеру двух слотов под SxS-карты позволяет оперативно менять накопители во время съемки.
«Продюсерам, попробовавшим работать с твердотельной памятью, понравился тот факт, что методология схожа с киносъёмкой, — говорит Овен Тайлер, директор по операциям, на студии постпроизводства Evolutions в Сохо. — Это дисциплинирует их при съёмке. С DV люди снимают сотни часов материала, тратя впустую драгоценное время и ленту. Запись на твердотельный носитель означает, что при съёмке нужно быть несколько более избирательным».

## Совместимость
Карта может быть вставлена непосредственно в слот ExpressCard, который есть на множестве ноутбуков. Однако, прочитать файлы с неё возможно только на операционных системах Windows и Mac OS X с установленным драйвером от Sony.
Универсальный способ — использовать кардридер SBAC-US10 или любой другой совместимый. При этом надо учитывать, если кардридер подключается посредством USB 2.0, то скорость чтения с карты значительно падает, а при выборе кардридера, который подключается непосредственно к шине PCI Express, надо следить, чтобы он поддерживал горячую замену карт. Если кардридер не поддерживает горячую замену, то придется каждый раз при смене карт выполнять «Поиск новых устройств» в Панели управления (Windows) или перезагружать компьютер (Mac).